# Aristolochia samsunensis
Aristolochia samsunensis là một loài thực vật có hoa trong họ Aristolochiaceae. Loài này được P.H.Davis mô tả khoa học đầu tiên năm 1964.